# Myocastor perditus
Myocastor perditus es una especie extinta de roedor histricomorfo del género Myocastor, el cual posee una especie viviente: Myocastor coypus, llamada comúnmente «coipo», «coipú», «nutria roedora», o de una manera más ambigua «nutria»,  la que habita en humedales del sur de América del Sur. M. perditus fue exhumado de los depósitos del Pleistoceno medio del sur de Bolivia.   

## Materiales y distribución
Todas las muestras de esta especie fueron colectadas en el departamento de Tarija, en el sur de Bolivia.
Materiales
- KUVP 43052, cráneo parcial con incisivos superiores derechos e izquierdos, parte de la mandíbula inferior con dentición completa;
- KUVP 43053, cráneo parcial con dentadura superior completa, M 1 izquierdo desplazado;
- KUVP 43054, dientes aislados izquierdos y derechos P 4, M 1.

Localidades.
- KUVP 43052: Fue colectado en San Blas, zona cercana a la ciudad de Tarija.

Este espécimen fue descubierto en un sector próximo a la parte superior de la sección expuesta, en un fino estrato areno-arcilloso, justo debajo de una capa dura de menos de 4 mm de espesor, y aproximadamente 20 m por encima de una gruesa (aproximadamente ) capa de ceniza de 1 metro de espesor.
- KUVP 43053 y 43054, fueron colectados en una localidad de nombre desconocido, localizada a aproximadamente 5 km al sur de la ciudad de Tarija.

## Historia taxonómica
En el año 1902 Florentino Ameghino dio a conocer el hallazgo en Tarija de tres dientes aislados de una especie relacionada con Myocastor; para ellos creó el nombre de Matyoscor perditus. Luego de analizar una dentadura inferior completa, Boule y Thevenin sinonimizaron Matyoscor perditus con la especie viviente: Myocastor coypus. Hoffstetter hizo lo propio, al no contar con especímenes adicionales.
Sin embargo, sobre la base de los ejemplares publicados en el año 1980, se pudo comprobar que la especie de Tarija se diferencia de Myocastor coypus por tener:
- los incisivos menos curvados,
- el arco cigomático más grueso,
- las muelas divergentes en un ángulo mayor,
- la mandíbula con una cresta maseterina más fuerte.

Esos dos cráneos parciales y una mandíbula de Myocastor perditus indican que es una especie diferente de M. coypus. M. perditus tiene características craneales más robustas, más gruesos los arcos cigomáticos, las crestas maseterinas, y las filas de dientes divergen en un ángulo mayor, que los de la especie viviente.